# Acianthera freyi
Acianthera freyi é uma espécie de orquídea (Orchidaceae) originária do Brasil.